# Crunchyroll Anime Awards
Crunchyroll Anime Awards (в переводе с англ. — «Премия аниме Crunchyroll», также кратко The Anime Awards) — ежегодная премия в области индустрии аниме, присуждаемая американским сервисом потокового вещания Crunchyroll лучшему аниме за год, предшествующему церемонии награждения. О премии было впервые объявлено в декабре 2016 года; первая церемония награждения проведена в январе 2017 года. В Crunchyroll описывают премию как «масштабное событие, в котором отмечаются аниме-сериалы, персонажи и исполнители, которых поклонники по всему миру любят больше всего».

## Формат
Номинанты на премию отбираются судейским комитетом путём голосования в два раунда для составления окончательного списка. Категории добавляются или удаляются в зависимости от популярности у поклонников за предыдущие годы, а также в зависимости от отзывов поклонников.
Голосование начинается после объявления списка номинантов. Объявление номинантов различается на каждой церемонии; на пятой церемонии номинанты были объявлены в один день с началом голосования. Голосование обычно открыто в течение недели; в это время пользователи могут голосовать один раз в день по каждой категории.
Победителями в каждой категории становятся номинанты, набравшие наибольшее количество голосов. Голоса распределяются следующим образом: 70% — судейский комитет, остальные 30% — пользователи.

## Церемонии
| Церемония                              | Дата проведения    | Ведущие                       |
| -------------------------------------- | ------------------ | ----------------------------- |
| 1-я церемония Crunchyroll Anime Awards | 28 января 2017 г.  | н/д                           |
| 2-я церемония Crunchyroll Anime Awards | 24 февраля 2018 г. | Энтони Карбони и Эрика Иши    |
| 3-я церемония Crunchyroll Anime Awards | 16 февраля 2019 г. | Кристина Ви                   |
| 4-я церемония Crunchyroll Anime Awards | 15 февраля 2020 г. | Ксавье Вудс и Тим Люй         |
| 5-я церемония Crunchyroll Anime Awards | 19 февраля 2021 г. | Тим Люй и Химэ из Crunchyroll |
| 6-я церемония Crunchyroll Anime Awards | 9 февраля 2022 г.  | Тим Люй и Химэ из Crunchyroll |
| 7-я церемония Crunchyroll Anime Awards | 4 марта 2023 г.    | Салли Амаки и Джон Кабира     |
| 8-я церемония Crunchyroll Anime Awards | 2 марта 2024 г.    | Салли Амаки и Джон Кабира     |
| 9-я церемония Crunchyroll Anime Awards | 25 мая 2025 г.     | Салли Амаки и Джон Кабира     |

## Список категорий
Категории «Герой года» и «Злодей года» были переименованы в 2018 году в «Лучший герой» и «Лучший злодей» соответственно. В 2019 году данные категории снова были переименованы, на этот раз в «Лучший протагонист» и «Лучший антагонист» соответственно. На этой же церемонии категории «Лучший опенинг» и «Лучший эндинг» также были переименованы: из Best Opening и Best Ending в Best Opening Sequence и Best Ending Sequence соответственно. В конце 2024 года категории «Лучший фильм» и «Лучшая работа художника-постановщика» были переименованы в «Фильм года» и «Лучшие фоны» соответственно.

### Действующие
| Название                              | Перевод                                         | Годы вручения     |
| ------------------------------------- | ----------------------------------------------- | ----------------- |
| Anime of the Year                     | Аниме года                                      | с 2017            |
| Best Main Character                   | Лучший главный персонаж                         | с 2023            |
| Best Supporting Character             | Лучший персонаж второго плана                   | с 2023            |
| «Must Protect At All Costs» Character | Персонаж категории «Нужно защищать любой ценой» | с 2023            |
| Best Opening Sequence                 | Лучший опенинг                                  | с 2017            |
| Best Ending Sequence                  | Лучший эндинг                                   | с 2017            |
| Best Anime Song                       | Лучшая песня в аниме                            | с 2023            |
| Best VA Performance (JP)              | Лучший сэйю                                     | с 2019            |
| Best VA Performance (EN)              | Лучший актёр дубляжа (английский)               | с 2019            |
| Best VA Performance (DE)              | Лучший актёр дубляжа (немецкий)                 | с 2022            |
| Best VA Performance (FR)              | Лучший актёр дубляжа (французский)              | с 2022            |
| Best VA Performance (LA)              | Лучший актёр дубляжа (кастильский)              | с 2022            |
| Best VA Performance (SP)              | Лучший актёр дубляжа (испанский)                | с 2022            |
| Best VA Performance (PT)              | Лучший актёр дубляжа (португальский)            | с 2022            |
| Best VA Performance (AR)              | Лучший актёр дубляжа (арабский)                 | с 2023            |
| Best VA Performance (IT)              | Лучший актёр дубляжа (итальянский)              | с 2023            |
| Best VA Performance (HI)              | Лучший актёр дубляжа (хинди)                    | с 2025            |
| Best Director                         | Лучший режиссёр                                 | с 2019            |
| Best Animation                        | Лучшая анимация                                 | с 2017            |
| Best Continuing Series                | Лучший онгоинг                                  | 2018—2019, с 2023 |
| Best New Series                       | Лучший новый сериал                             | с 2023            |
| Best Original Anime                   | Лучшее оригинальное аниме                       | с 2023            |
| Film of the Year                      | Фильм года                                      | 2018–2019, с 2022 |
| Best Character Design                 | Лучший дизайн персонажей                        | с 2019            |
| Best Drama                            | Лучшая драма                                    | с 2017            |
| Best Comedy                           | Лучшая комедия                                  | с 2017            |
| Best Score                            | Лучший саундтрек                                | с 2018            |
| Best Action                           | Лучший экшен                                    | 2017–2018, с 2022 |
| Best Romance                          | Лучший романтический сериал                     | с 2022            |
| Best Slice of Life                    | Лучшая повседневность                           | 2018, с 2024      |
| Best Background Art                   | Лучшие фоны                                     | с 2024            |
| Best Isekai Anime                     | Лучший исэкай                                   | с 2025            |

### Специальные
| Название            | Перевод            | Годы вручения |
| ------------------- | ------------------ | ------------- |
| Industry Icon Award | Гуру индустрии     | 2018—2020     |
| Global Impact Award | Глобальное влияние | с 2025        |

### Устаревшие
| Название                 | Перевод                        | Годы вручения        |
| ------------------------ | ------------------------------ | -------------------- |
| Most Heartwarming Scene  | Самая трогательная сцена       | 2017                 |
| Best CGI                 | Лучшая компьютерная графика    | 2018                 |
| Best Manga               | Лучшая манга                   | 2018                 |
| Best Couple              | Лучшая пара                    | 2017—2018, 2020—2021 |
| Best Protagonist         | Лучший протагонист             | 2017—2022            |
| Best Antagonist          | Лучший антагонист              | 2017—2022            |
| Best Boy                 | Лучший мужской персонаж        | 2017—2022            |
| Best Girl                | Лучший женский персонаж        | 2017—2022            |
| Best Fight Scene         | Лучшая боевая сцена            | 2017—2022            |
| Best Fantasy             | Лучшее фэнтези                 | 2020—2024            |
| Best VA Performance (RU) | Лучший актёр дубляжа (русский) | 2022                 |
| Best Cinematography      | Лучшая операторская работа     | 2024                 |

## Победители и номинанты

### 1-я церемония (2017 год)
Голосование было проведено с 3 по 10 января 2017 года. Результаты были объявлены 11 января, за исключением победителей в номинации «Аниме года», итог которой был опубликован 28 января. Было принято более 1,8 миллиона голосов по всему миру. В ответ на обвинения в накручивании результатов, в Crunchyroll ответили, что они «использовали очень надёжные средства против подтасовки, что позволило получить честный результат» и «применяли чрезвычайно сложные способы борьбы с множественным голосованием».
| Аниме года - Yuri on Ice — MAPPA - Descending Stories: Showa Genroku Rakugo Shinju — Studio Deen - Joker Game — Production I.G - «Re:Zero. Жизнь с нуля в альтернативном мире» — White Fox - «Город, в котором меня нет» — A-1 Pictures - «Кабанери железной крепости» — Wit Studio - «Моб Психо 100» — Bones - «Моя геройская академия» — Bones                                                    | Герой года - Идзуку «Дэку» Мидория — «Моя геройская академия» - Мумэй — «Кабанери железной крепости» - Сатору Фудзинума — «Город, в котором меня нет» - Сигэо «Моб» Кагэяма — «Моб Психо 100» - Наиболее популярный «другой» выбор: Дзёсукэ Хигасиката — JoJo’s Bizarre Adventure: Diamond Is Unbreakable (3-й сезон)                                                             |
| Злодей года - Гаку Ясиро — «Город, в котором меня нет» - Биба — «Кабанери железной крепости» - Ёсикагэ Кира — JoJo’s Bizarre Adventure: Diamond Is Unbreakable - Томура Сигараки — «Моя геройская академия» - Наиболее популярный «другой» выбор: Петельгейзе — «Re:Zero. Жизнь с нуля в альтернативном мире»                                                                                       | Лучший мужской персонаж - Юри Кацуки — Yuri on Ice - Аратака Рэйгэн — «Моб Психо 100» - Идзуку «Дэку» Мидория — «Моя геройская академия» - Якумо Юракутэй — Descending Stories: Showa Genroku Rakugo Shinju - Наиболее популярный «другой» выбор: Дзёсукэ Хигасиката — JoJo’s Bizarre Adventure: Diamond Is Unbreakable (3-й сезон)                                               |
| Лучший женский персонаж - Рэм — «Re:Zero. Жизнь с нуля в альтернативном мире» - Мумэй — «Кабанери железной крепости» - Нико Нияма — Kiznaiver - Очако Урарака — «Моя геройская академия» - Наиболее популярный «другой» выбор: Мэгумин — KonoSuba | Лучший опенинг - «History Maker» от Дина Фудзиоки — Yuri on Ice - «99» от Mob Choir — «Моб Психо 100» - «Kabaneri of the Iron Fortress» от EGOIST — «Кабанери железной крепости» - «Usurai Shinju» от Мэгуми Хаясибары — Descending Stories: Showa Genroku Rakugo Shinju - Наиболее популярный «другой» выбор: «Re:Re:» от Asian Kung-Fu Generation — «Город, в котором меня нет» |
| Лучший эндинг - «You Only Live Once» от Ватару Хатано — Yuri on Ice - «ninelie» от Aimer при участии chelly из EGOIST — «Кабанери железной крепости» - «Pipo Password» от TeddyLoid при участии Бонжур Судзуки — Space Patrol Luluco - «Refrain Boy» от ALL OFF — «Моб Психо 100» - Наиболее популярный «другой» выбор: «Styx Helix» от Myth & Roid — «Re:Zero. Жизнь с нуля в альтернативном мире» | Лучшая анимация - Yuri on Ice — MAPPA - Flip Flappers — 3Hz - «Кабанери железной крепости» — Wit Studio - «Моб Психо 100» — Bones - Наиболее популярный «другой» выбор: «Re:Zero. Жизнь с нуля в альтернативном мире» — White Fox |
| Лучшая боевая сцена - Сигэо против Коямы — «Моб Психо 100» - Алтланд против Мосса — Mobile Suit Gundam: Iron-Blooded Orphans - Дэку против Каттяна — «Моя геройская академия» - Мумэй против Кабанэ — «Кабанери железной крепости» - Наиболее популярный «другой» выбор: Наруто против Саскэ — «Наруто: Ураганные хроники»                                                                          | Лучшая драма - «Город, в котором меня нет» — A-1 Pictures - Descending Stories: Showa Genroku Rakugo Shinju — Studio Deen - Joker Game — Production I.G - Kiznaiver — Trigger - Наиболее популярный «другой» выбор: Orange — TMS Entertainment |
| Лучшая комедия - «Я — Сакамото, а что?» — Studio Deen - Keijo!!!!!!!! — Xebec - KonoSuba — Studio Deen - Space Patrol Luluco — Trigger - Наиболее популярный «другой» выбор: Nanbaka — Satelight | Лучшая пара - Юри и Виктор — Yuri on Ice - Кацухира и Сонодзаки — Kiznaiver - Лулуко и Нова — Space Patrol Luluco - Сатору и Каё — «Город, в котором меня нет» - Наиболее популярный «другой» выбор: Субару и Рэм — «Re:Zero. Жизнь с нуля в альтернативном мире» |
| Лучший экшен - «Моб Психо 100» — Bones - Drifters — Hoods Entertainment - «Кабанери железной крепости» — Wit Studio - «Моя геройская академия» — Bones - Наиболее популярный «другой» выбор: JoJo’s Bizarre Adventure: Diamond Is Unbreakable (3-й сезон) — David Production | Самая трогательная сцена - «Поцелуй» — Yuri on Ice - «Какэру и Сува учатся понимать друг друга» — Orange - «Макото пролетает над новым домом» — Flying Witch - «Первое блюдо Каё» — «Город, в котором меня нет» - Наиболее популярный «другой» выбор: «Признание Рэм» — «Re:Zero. Жизнь с нуля в альтернативном мире»                                                             |

### 2-я церемония (2018 год)
Номинанты второй церемонии были объявлены 18 января 2018 года. Голосование стартовало 22 января и проходило в три отдельных раунда с 22 января по 11 февраля. Победители были объявлены 24 февраля. Всего премии вручены в 18 категориях.
Местом вручения премии стал театр Рикардо Монтальбана в Лос-Анджелесе. Ведущими шоу стали Энтони Карбони и Эрика Исии. Для вручения наград были приглашены несколько видных деятелей западного сообщества аниме, в том числе несколько ютуберов.
| Аниме года - Made in Abyss — Kinema Citrus - Descending Stories: Showa Genroku Rakugo Shinju (2-й сезон) — Studio Deen - Little Witch Academia — Trigger - Sangatsu no Lion (2-й сезон) — Shaft - «Моя геройская академия» (2-й сезон) — Bones - «Страна самоцветов» — Orange | Лучший герой - Идзуку «Дэку» Мидория — «Моя геройская академия» - Ацуко «Акко» Кагари — Little Witch Academia - Гин Минова — Yuki Yuna is a Hero - Кукури — Magical Circle Guru Guru - Нанати — Made in Abyss - Тисэ Хатори — «Невеста чародея» |
| Лучший злодей - Стейн — «Моя геройская академия» - Бондрюд — Made in Abyss - Картафил — «Невеста чародея» - Таня Дегуршафф — The Saga of Tanya the Evil - Усаги — Juni Taisen: Zodiac War - Хиро Сисигами — Inuyashiki | Лучший мужской персонаж - Сёто Тодороки — «Моя геройская академия» - Идзуку «Дэку» Мидория — «Моя геройская академия» - Кадзума — KonoSuba - Рэй Кирияма — Sangatsu no Lion - Фафнир — «Дракорничная госпожи Кобаяси» - Якумо Юракутэй — Descending Stories: Showa Genroku Rakugo Shinju |
| Лучший женский персонаж - Очако Урарака — «Моя геройская академия» - Ацуко «Акко» Кагари — Little Witch Academia - Морико Мориока — Recovery of an MMO Junkie - Сервал — Kemono Friends - Тисэ Хатори — «Невеста чародея» - Цую Асуй — «Моя геройская академия» | Лучший опенинг - «Peace Sign» от Кэнси Ёнэдзу — «Моя геройская академия» (2-й сезон) - «Here» от JUNNA — «Невеста чародея» - «Imawa no Shinigami» от Мэгуми Хаясибары — Descending Stories: Showa Genroku Rakugo Shinju (2-й сезон) - «Shadow and Truth» от ONE III NOTES — ACCA 13-Territory Inspection Department - «Shinzou wo Sasageyo!» от Linked Horizon — «Атака на титанов» (2-й сезон) - «The Other Side of the Wall» от Void_Chords при участии MARU — Princess Principal |
| Лучший эндинг - «Ishukan Communication» от Chorogonzu — «Дракорничная госпожи Кобаяси» - «behind» от Карин Исобэ, Линн и Юны Ёсино — Just Because! - «Hikari, Hikari» от Юки Айсаки — Recovery of an MMO Junkie - «Kafune» от Brian the Sun — Sangatsu no Lion (2-й сезон) - «Kirameku Hamabe» от Юико Охары — «Страна самоцветов» - «Step Up LOVE» от Даоко и Ясуюки Окамуры — Blood Blockade Battlefront & Beyond (2-й сезон) | Лучшая анимация - «Моя геройская академия» (2-й сезон) — Bones - Little Witch Academia — Trigger - Sangatsu no Lion (2-й сезон) — Shaft - «Дракорничная госпожи Кобаяси» — Kyoto Animation - «Страна самоцветов» — Orange - «Форма голоса» — Kyoto Animation |
| Лучшая драма - «Невеста чародея» — Wit Studio - ACCA 13-Territory Inspection Department — Madhouse - Descending Stories: Showa Genroku Rakugo Shinju (2-й сезон) — Studio Deen - Made in Abyss — Kinema Citrus - Sangatsu no Lion (2-й сезон) — Shaft - Scum’s Wish — Lerche | Лучшая комедия - «Дракорничная госпожи Кобаяси» — Kyoto Animation - Gamers! — Pine Jam - KonoSuba (2-й сезон) — Studio Deen - Little Witch Academia — Trigger - Mr. Osomatsu (2-й сезон) — Studio Pierrot - Tsuredure Children — Studio Gokumi |
| Лучший саундтрек - Кевин Пенкин — Made in Abyss - Дзюнъити Мацумото — «Невеста чародея» - Ёсиаки Фудзисава — «Страна самоцветов» - Митиру Осима — Little Witch Academia - Рё Такахаси — ACCA 13-Territory Inspection Department - Хироюки Савано — Re:Creators | Лучший экшен - «Моя геройская академия» (2-й сезон) — Bones - Blood Blockade Battlefront & Beyond (2-й сезон) — Bones - Fate/Apocrypha — A-1 Pictures - Mobile Suit Gundam: Iron-Blooded Orphans (2-й сезон) — Sunrise - «Атака на титанов» (2-й сезон) — Wit Studio - «Страна самоцветов» — Orange |
| Лучший фильм - «Твоё имя» — CoMix Wave Films - Fate/stay night: Heaven’s Feel I. presage flower — Ufotable - Girls und Panzer der Film — Actas - Kizumonogatari III: Reiketsu-hen — Shaft - «В этом уголке мира» — MAPPA - «Форма голоса» — Kyoto Animation | Лучший онгоинг - Sangatsu no Lion — Shaft - All Out!! — Madhouse/TMS Entertainment - Detective Conan — TMS Entertainment - Dragon Ball Super — Toei Animation - Mobile Suit Gundam: Iron-Blooded Orphans — Sunrise - «Наруто: Ураганные хроники» — Studio Pierrot |
| Лучшая компьютерная графика - «Страна самоцветов» — Orange - Inuyashiki — MAPPA - Kado: The Right Answer — Toei Animation - Knight’s & Magic — 8-Bit - Re:Creators — TROYCA - «Атака на титанов» (2-й сезон) — Wit Studio | Лучшая повседневность - «Последнее путешествие девочек» — White Fox - Interviews with Monster Girls — A-1 Pictures - Kemono Friends — Yaoyorozu - Recovery of an MMO Junkie — Signal.MD - Sakura Quest — P.A. Works - Tsuki ga Kirei — Feel |
| Лучшая манга - «Моя интимная жизнь с одиночеством» — Каби Нагата - Delicious in Dungeon — Рёко Куи - Descending Stories: Showa Genroku Rakugo Shinju — Харуко Кумота - Golden Kamuy — Сатору Нода - My Brother’s Husband — Гэнгоро Тагамэ - «В этом уголке мира» — Фумиё Коно | Гуру индустрии - Кристофер Сабат |

### 3-я церемония (2019 год)
Crunchyroll объявил подробности о третьей церемонии награждения 4 декабря 2018 года. Список судей, а также список категорий были объявлены 17 декабря. Открытое голосование проводилось с 11 по 18 января. Победители были объявлены 16 февраля в прямом эфире на Twitch. Ведущей шоу стала актриса озвучивания Кристина Ви. Для вручения премии были приглашены несколько видных деятелей индустрии и сообщества аниме, в том числе Кевин Пенкин, который на прошлой церемонии получил премию за лучший саундтрек.
| Аниме года - Devilman: Crybaby — Science Saru - A Place Further than the Universe — Madhouse - Hinamatsuri — Feel - Megalobox — TMS Entertainment - Zombie Land Saga — MAPPA - «Вайолет Эвергарден» — Kyoto Animation | Лучший протагонист - Римуру Темпест — «О моём перерождении в слизь» - Вайолет Эвергарден — «Вайолет Эвергарден» - Джо — Megalobox - Рэцуко — Aggretsuko - Сакута Адзусагава — Rascal Does Not Dream of Bunny Girl Senpai - Юмэко Дзябами — Kakegurui |
| Лучший антагонист - Все За Одного — «Моя геройская академия» (3-й сезон) - Аканэ Синдзё — SSSS.Gridman - Момонга — Overlord (3-й сезон) - Рё Асука — Devilman: Crybaby - Токусиро Цуруми — Golden Kamuy - Юри — Megalobox | Лучший мужской персонаж - Идзуку «Дэку» Мидория — «Моя геройская академия» (3-й сезон) - Джо — Megalobox - Котаро Тацуми — Zombie Land Saga - Сакута Адзусагава — Rascal Does Not Dream of Bunny Girl Senpai - Хайда — Aggretsuko - Хонда-сан — Skull-face Bookseller Honda-san                                                                                                  |
| Лучший женский персонаж - Маи Сакурадзима — Rascal Does Not Dream of Bunny Girl Senpai - Андзу Хаяси — Hinamatsuri - Асирпа — Golden Kamuy - Лили Хосикава — Zombie Land Saga - Надэсико Кагамихара — Laid-Back Camp - Хината Миякэ — A Place Further than the Universe | Лучший опенинг - «Kiss of Death» от Мики Накасимы и Хайда — Darling in the Franxx - «Aggretsuko Theme» от Миуры Дзям — Aggretsuko - «Deal with the Devil» от Тии — Kakegurui - «Fiction» от Sumika — «Так сложно любить отаку» - «Fighting Gold» от Coda — JoJo’s Bizarre Adventure: Golden Wind (4-й сезон) - «Pop Team Epic» от Сумирэ Уэсаки — Pop Team Epic                  |
| Лучший эндинг - «Akatsuki no Requiem» от Linked Horizon — «Атака на титанов» (3-й сезон) - «Fly Me to the Star» от Starlight Kukugumi — Revue Starlight - «Kakatte Koi yo» от NakamuraEmi — Megalobox - «Ref:rain» от Aimer — After the Rain - «Spiky Seeds» от The Pillows — FLCL Progressive (2-й сезон) - «Star Overhead» от The Pillows — FLCL Alternative (3-й сезон)                         | Лучший сэйю - Мамору Мияно в роли Котаро Тацуми — Zombie Land Saga - Мэгуми Хан в роли Мики Макимуры — Devilman: Crybaby - Нао Тояма в роли Рин Симы — Laid-Back Camp - Рарэко в роли Рэцуко — Aggretsuko - Рэйна Уэда в роли Аканэ Синдзё — SSSS.Gridman - Сома Сайто в роли Хонды-сана — Skull-face Bookseller Honda-san                                                       |
| Лучший актёр дубляжа (английский) - Кристофер Сабат в роли Всемогущего — «Моя геройская академия» (3-й сезон) - Дэвид Уолд в роли рассказчика — Mr. Tonegawa - Кэри Уолгрен в роли Харуко Харухары — FLCL Progressive (2-й сезон) - Тиа Баллард в роли Зеро Ту — Darling in the Franxx - Эрика Мендес в роли Рэцуко — Aggretsuko - Эрика Харлакер в роли Вайолет Эвергарден — «Вайолет Эвергарден» | Лучший режиссёр - Масааки Юаса — Devilman: Crybaby - Ацуко Исидзука — A Place Further than the Universe - Ё Морияма — Megalobox - Ёхэй Судзуки — Planet With - Таити Исидатэ — «Вайолет Эвергарден» - Хироко Уцуми — Banana Fish |
| Лучшая анимация - «Вайолет Эвергарден» — Kyoto Animation - A Place Further than the Universe — Madhouse - Devilman: Crybaby — Science Saru - Megalobox — TMS Entertainment - Yagate Kimi ni Naru — TROYCA - «Моя геройская академия» (3-й сезон) — Bones | Лучший дизайн персонажей - Такахиро Кисида (оригинальный дизайн Хирохико Араки) — JoJo’s Bizarre Adventure: Golden Wind (4-й сезон) - Акико Такасэ — «Вайолет Эвергарден» - Аюми Курасима (оригинальный дизайн Го Нагая) — Devilman: Crybaby - Йети (для Sanrio) — Aggretsuko - Касуми Фукагама — Zombie Land Saga - Хироси Симидзу (оригинальный дизайн Тэцуи Тибы) — Megalobox |
| Лучшая боевая сцена - Все За Одного против Всемогущего — «Моя геройская академия» (season 3) - Дзирэн против Сон Гоку — Dragon Ball Super - Наруто и Саскэ против Момосики — Boruto: Naruto Next Generations - Сатана против Человека-дьявола — Devilman: Crybaby - Хина против Андзу — Hinamatsuri - Ями против Лихта — Black Clover                                                              | Лучший фильм - My Hero Academia: Two Heroes — Bones - Fireworks — Shaft - Liz and the Blue Bird — Kyoto Animation - Mazinger Z: Infinity — Toei Animation - The Night Is Short, Walk on Girl — Science Saru - «Мирай из будущего» — Studio Chizu |
| Лучший онгоинг - Dragon Ball Super — Toei Animation - Black Clover — Studio Pierrot - Boruto: Naruto Next Generations — Studio Pierrot - «One Piece. Большой куш» — Toei Animation - Sangatsu no Lion — Shaft - «Невеста чародея» — Wit Studio | Гуру индустрии - Масахико Минами |

### 4-я церемония (2020 год)
Crunchyroll объявили категории и список судей 17 декабря 2019 года и отметили, что список ещё не является окончательным. В компании также отметили, что увеличили количество судей более чем на 50%, причём более половины из них приехали из других стран. Номинанты были объявлены в первый день голосования 10 января. Голосование проходило до 17 января, а результаты были объявлены 15 февраля. Ведущими шоу выступили рестлер WWE Ксавье Вудс и Тим Люй. Вручить премию приглашены несколько деятелей сообщества аниме.
| Аниме года - «Истребитель демонов» — Ufotable - Carole & Tuesday — Bones - O Maidens in Your Savage Season — Lay-duce - «Моб Психо 100 II» (2-й сезон) — Bones - «Обещанная Страна Грёз» — CloverWorks - «Сага о Винланде» — Wit Studio | Лучший протагонист - Сэнку Исигами — Dr. Stone - Сайтама — «Ванпанчмен» (2-й сезон) - Тандзиро Камадо — «Истребитель демонов» - Тору Хонда — «Корзинка фруктов» - Хяккимару — Dororo - Эмма — «Обещанная Страна Грёз» |
| Лучший антагонист - Изабелла — «Обещанная Страна Грёз» - Ай Магасэ — Babylon - Анджела Карпентер — Carole & Tuesday - Аскеладд — «Сага о Винланде» - Восстановитель — «Моя геройская академия» (4-й сезон) - Гаро — «Ванпанчмен» (2-й сезон) | Лучший мужской персонаж - Тандзиро Камадо — «Истребитель демонов» - Бруно Буччеллати — JoJo’s Bizarre Adventure: Golden Wind (4-й сезон) - Каната Хосидзима — Astra Lost in Space - Нарудзо Матио — How Heavy Are the Dumbbells You Lift? - Сигэо «Моб» Кагэяма — «Моб Психо 100 II» (2-й сезон) - Хяккимару — Dororo |
| Лучший женский персонаж - Рафталия — «Восхождение Героя Щита» - Кохаку — Dr. Stone - Кэрол — Carole & Tuesday - Нэдзуко Камадо — «Истребитель демонов» - Тика Фудзивара — «Госпожа Кагуя: В любви как на войне» - Эмма — «Обещанная Страна Грёз» | Лучший опенинг - «99.9» от Mob Choir при участии Sajou no Hana — «Моб Психо 100 II» (2-й сезон) - «Inferno» от Mrs. Green Apple — Fire Force - «Kawaki wo Ameku» от Минами — Domestic Girlfriend - «Kiss Me» от Nai Br.XX и Селейны Энн — Carole & Tuesday - «Mukanjyo» от Survive Said The Prophet — «Сага о Винланде» - «Touch Off» от UVERworld — «Обещанная Страна Грёз»                                                                  |
| Лучший эндинг - «Chikatto Chika Chikaa♡» от Кономи Кохары — «Госпожа Кагуя: В любви как на войне» - «Hold Me Now» от Nai Br.XX & Селейны Энн — Carole & Tuesday - «Sayonara Gokko» от amazarashi — Dororo - «Stand by Me» от the peggies — Sarazanmai - «Torches» от Aimer — «Сага о Винланде» - «veil» от Кэйны Суды — Fire Force                                                                                               | Лучший сэйю - Юити Накамура в роли Бруно Буччеллати — JoJo’s Bizarre Adventure: Golden Wind (4-й сезон) - Мамору Мияно в роли Рэо Ниибоси — Sarazanmai - Саори Хаями в роли Синобу Котё — «Истребитель демонов» - Юкино Сацуки в роли Ай Магасэ — Babylon - Юко Каида в роли Изабеллы — «Обещанная Страна Грёз» - Юсукэ Кобаяси в роли Сэнку Исигами — Dr. Stone                                                                              |
| Лучший актёр дубляжа (английский) - Билли Камец в роли Наофуми Иватани — «Восхождение Героя Щита» - Кайл Маккарли в роли Сигэо «Моба» Кагэямы — «Моб Психо 100 II» (2-й сезон) - Кейси Монгильо в роли Синдзи Икари — «Евангелион» - Лора Бэйли в роли Торы Хонды — «Корзинка фруктов» - Фэй Мата в роли Аквы — KonoSuba - Эрика Мендес в роли Рэцуко — Aggretsuko (2-й сезон)                                                   | Лучший режиссёр - Тэцуро Араки и Масаси Коидзука — «Атака на титанов» (3-й сезон) - Киётака Судзуки — Babylon - Кунихико Икухара — Sarazanmai - Синъитиро Ватанабэ и Мотонобу Хори — Carole & Tuesday - Сюхэй Ябута — «Сага о Винланде» - Юдзуру Татикава — «Моб Психо 100 II» (2-й сезон) |
| Лучшая анимация - «Моб Психо 100 II» (2-й сезон) — Bones - Fate/Grand Order — Absolute Demonic Front: Babylonia — CloverWorks - Sarazanmai — MAPPA/Lapin Track - «Атака на титанов» (3-й сезон) — Wit Studio - «Истребитель демонов» — Ufotable - «Сага о Винланде» — Wit Studio | Лучший дизайн персонажей - Сатоси Иватаки (оригинальный дизайн Хироюки Асады) — Dororo - Каёко Исикава (оригинальный дизайн Мигги) — Sarazanmai - Такахико Абиру (оригинальный дизайн Макото Юкимуры) — «Сага о Винланде» - Цунэнори Сайто (оригинальный дизайн Эйсаку Кубоноти) — Carole & Tuesday - Юко Иваса (оригинальный дизайн Боити) — Dr. Stone - Юко Яхиро (оригинальный дизайн Аки Акасаки) — «Госпожа Кагуя: В любви как на войне» |
| Лучшая боевая сцена - Тандзиро и Нэдзуко против Руи — «Истребитель демонов» - Император Кримсон против Металлики — JoJo’s Bizarre Adventure: Golden Wind (4-й сезон) - Леви против Звероподобного титана — «Атака на титанов» (3-й сезон) - Моб против Тоитиро — «Моб Психо 100 II» (2-й сезон) - Торфинн против Торкелла — «Сага о Винланде» - Усивакамару против Тиамат — Fate/Grand Order — Absolute Demonic Front: Babylonia | Лучшая драма - «Сага о Винланде» — Wit Studio - Babylon — Revoroot - Carole & Tuesday — Bones - Stars Align — 8-Bit - «Корзинка фруктов» — TMS Entertainment - «Обещанная Страна Грёз» — CloverWorks |
| Лучшая комедия - «Госпожа Кагуя: В любви как на войне» — A-1 Pictures - Aggretsuko (2-й сезон) — Fanworks - How Heavy Are the Dumbbells You Lift? — Doga Kobo - Isekai Quartet — Studio Puyukai - My Roommate Is a Cat — Zero-G - Sarazanmai — MAPPA/Lapin Track | Лучший саундтрек - Моки — Carole & Tuesday - Го Сиина и Юки Кадзиура — «Истребитель демонов» - Кевин Пенкин — «Восхождение Героя Щита» - Тацуя Като, Хироаки Цуцуми и Юки Канэсака — Dr. Stone - Хироюки Савано — «Атака на титанов» (3-й сезон) - Юго Канно — JoJo’s Bizarre Adventure: Golden Wind (4-й сезон) |
| Лучшая пара - Кагуя Синомия и Миюки Сироганэ — «Госпожа Кагуя: В любви как на войне» - Баки Ханма и Кодзу Мацумото — «Боец Баки» - Имир и Хистория — «Атака на титанов» (3-й сезон) - Мафую Сато и Рицука Уэнояма — Given - Рика Дзонодзаки и Сюн Амаги — O Maidens in Your Savage Season - Рэо и Мабу — Sarazanmai | Лучшее фэнтези - «Обещанная Страна Грёз» — CloverWorks - Ascendance of a Bookworm — Ajia-do Animation Works - Astra Lost in Space — Lerche - Sarazanmai — MAPPA/Lapin Track - «Атака на титанов» (3-й сезон) — Wit Studio - «Истребитель демонов» — Ufotable |
| Гуру индустрии - Дзёдзи Вада | |

### 5-я церемония (2021 год)
Crunchyroll объявили список категорий, а также судей 16 декабря 2020 года. В компании отметили, что категории, использованные на предыдущем награждении, должны использоваться и на данной церемонии. В Crunchyroll также отметили увеличение числа судей. Номинанты были объявлены в первый день голосования 15 января. Голосование проходило до 22 января. Было отдано 15 миллионов голосов, большинство из которых поступило из США, Мексики и Бразилии. Церемония награждения транслировалась в прямом эфире 19 февраля в виде виртуального мероприятия. Ведущими виртуальной церемонии стали Тим Люй и Химэ, официальный маскот Crunchyroll. В связи с пандемией COVID-19 в Crunchyroll отметили, что шоу «будет выглядеть по-другому».
| Аниме года - «Магическая битва» — MAPPA - Appare-Ranman! — P.A.Works - Dorohedoro — MAPPA - Great Pretender — Wit Studio - Keep Your Hands Off Eizouken! — Science Saru - «Выдающиеся звери» — Orange | Лучший протагонист - Катарина Клаэс — My Next Life as a Villainess: All Routes Lead to Doom! - Анос Волдигоад — The Misfit of Demon King Academy - Мидори Асакуса — Keep Your Hands Off Eizouken! - Нацумэ — Deca-Dence - Сёё Хината — Haikyu!! To the Top (4-й сезон) - Юдзи Итадори — «Магическая битва» |
| Лучший антагонист - Двуликий Сукуна — «Магическая битва» - Акито Сома — «Корзинка фруктов» (2-й сезон) - Восстановитель — «Моя геройская академия» (4-й сезон) - Ехидна — «Re:Zero. Жизнь с нуля в альтернативном мире» (2-й сезон) - Рэйчел — Tower of God - Эн — Dorohedoro | Лучший мужской персонаж - Сёё Хината — Haikyu!! To the Top (4-й сезон) - Анос Волдигоад — The Misfit of Demon King Academy - Кайман — Dorohedoro - Кун Агеро Агнис — Tower of God - Лэгоси — «Выдающиеся звери» - Сатору Годзё — «Магическая битва» |
| Лучший женский персонаж - Кагуя Синомия — «Госпожа Кагуя: В любви как на войне?» (2-й сезон) - Катарина Клаэс — My Next Life as a Villainess: All Routes Lead to Doom! - Нои — Dorohedoro - Саяка Канамори — Keep Your Hands Off Eizouken! - Тидзуру Мидзухара — Rent-A-Girlfriend - Эбигейл Джонс — Great Pretender | Лучший опенинг - «Wild Side» от ALI — «Выдающиеся звери» - «DADDY! DADDY! DO! feat. Airi Suzuki» от Масаюки Судзуки — «Госпожа Кагуя: В любви как на войне?» (2-й сезон) - «Easy Breezy» от chelmico — Keep Your Hands Off Eizouken! - «G.P.» от Ютаки Ямады — Great Pretender - «Kaikai Kitan» от Ив — «Магическая битва» - «Phoenix» от Burnout Syndromes — Haikyu!! To the Top                                                               |
| Лучший эндинг - «LOST IN PARADISE» от ALI при участии AKLO — «Магическая битва» - «D.D.D.D» от (K)now Name — Dorohedoro - «Last Dance» от Мамору Мияно — «Ложные выводы» - «NIGHT RUNNING» от Сина Сакуры при участии AAAMY — BNA: Brand New Animal - «The Great Pretender» от Фредди Меркьюри — Great Pretender - «Welcome My Friend» от OKAMOTO’S — The Millionaire Detective Balance: Unlimited                                                | Лучший сэйю - Юсукэ Кобаяси в роли Субару Нацуки — «Re:Zero. Жизнь с нуля в альтернативном мире» (2-й сезон) - Муцуми Тамура в роли Саяки Канамори — Keep Your Hands Off Eizouken! - Мэгуми Огата в роли Ханако — «Туалетный мальчик Ханако» - Рихо Сугияма в роли Минарэ Коды — Wave, Listen to Me! - Юити Накамура в роли Сатору Годзё — «Магическая битва» - Юсукэ Онуки в роли Дайсукэ Камбэ — The Millionaire Detective Balance: Unlimited |
| Лучший актёр дубляжа (английский) - Зено Робинсон в роли Ястреба — «Моя геройская академия» (4-й сезон) - Аарон Филлипс в роли Лорана Тьерри — Great Pretender - Анайрис Киньонес в роли Ехидны — «Re:Zero. Жизнь с нуля в альтернативном мире» (2-й сезон) - Джона Скотт в роли Лэгоси — «Выдающиеся звери» - Джонни Йонг Бош в роли Бама — Tower of God - Криспин Фримен в роли Зиусудры — Fate/Grand Order — Absolute Demonic Front: Babylonia | Лучший режиссёр - Масааки Юаса — Keep Your Hands Off Eizouken! - Мамору Хатакэяма — «Госпожа Кагуя: В любви как на войне?» (2-й сезон) - Сонху Пак — «Магическая битва» - Такаси Сано — Tower of God - Хиро Кабураги — Great Pretender - Юдзуру Татикава — Deca-Dence |
| Лучшая анимация - Keep Your Hands Off Eizouken! — Science Saru - Great Pretender — Wit Studio - Princess Connect! Re:Dive — CygamesPictures - The God of High School — MAPPA - «Выдающиеся звери» — Orange - «Магическая битва» — MAPPA | Лучший дизайн персонажей - Маюка Ито (оригинальный дизайн Иро Айды) — «Туалетный мальчик Ханако» - Дженис Чан и Юсукэ Ёсигаки — BNA: Brand New Animal - Ёсиюки Садамото и Хиротака Като — Great Pretender - Масаси Кудо и Михо Танино (оригинальный дизайн SIU) — Tower of God - Наоюки Асано (оригинальный дизайн Сумито Овары) — Keep Your Hands Off Eizouken! - Румико Такахаси и Ёсихито Хисинума — Yashahime: Princess Half-Demon          |
| Лучшая боевая сцена - Дэку против Всемогущего — «Моя геройская академия» (4-й сезон) - Беркули против тёмного бога Векты — Sword Art Online: Alicization: War of the Underworld Part 2 - Громила против Мастера — «Акудама Драйв» - Мори Чин против Кальтхэка Че — The God of High School - Мори Чин против Тэви Хана — The God of High School - Сатору Годзё против Двуликого Сукуны — «Магическая битва»                                        | Лучшая драма - «Корзинка фруктов» (2-й сезон) — TMS Entertainment - Great Pretender — Wit Studio - Japan Sinks 2020 — Science Saru - Sing "Yesterday" for Me — Doga Kobo - Somali and the Forest Spirit — Satelight и HORNETS - «Выдающиеся звери» — Orange |
| Лучшая комедия - «Госпожа Кагуя: В любви как на войне?» (2-й сезон) — A-1 Pictures - Kakushigoto — Ajia-do Animation Works - Keep Your Hands Off Eizouken! — Science Saru - My Next Life as a Villainess: All Routes Lead to Doom! — Silver Link - Sleepy Princess in the Demon Castle — Doga Kobo - The Misfit of Demon King Academy — Silver Link                                                                                               | Лучший саундтрек - Кевин Пенкин — Tower of God - Алиса Окэхадзама — The God of High School - Кэнсукэ Усио — Japan Sinks 2020 - Орутайти — Keep Your Hands Off Eizouken! - Сатору Косаки — «Выдающиеся звери» - Ютака Ямада — Great Pretender |
| Лучшая пара - Наса Юдзаки и Цукаса Юдзаки — Fly Me to the Moon - Кагуя Синомия и Миюки Сироганэ — «Госпожа Кагуя: В любви как на войне?» (2-й сезон) - Катарина Клаэс и Мария Кэмпбелл — My Next Life as a Villainess: All Routes Lead to Doom! - Котоко Иванага и Куро Сакурагава — «Ложные выводы» - Лэгоси и Хару — «Выдающиеся звери» - Тидзуру Мидзухара и Кадзуя Киносита — Rent-A-Girlfriend                                               | Лучшее фэнтези - «Re:Zero. Жизнь с нуля в альтернативном мире» (2-й сезон) — White Fox - Ascendance of a Bookworm (2-й сезон) — Ajia-do Animation Works - Deca-Dence — NUT - Dorohedoro — MAPPA - Dragon Quest: The Adventure of Dai — Toei Animation - Tower of God — Telecom Animation Film |

### 6-я церемония (2022 год)
Crunchyroll открыли публичное обсуждение номинаций для судей 14 октября 2021 года, которое прошло до 20 октября. 16 декабря Crunchyroll раскрыл список судей. Номинанты были объявлены 18 января 2022 года. Голосование завершилось 25 января. Победители были объявлены 9 февраля.
Премия вручалась в 26 категориях, в том числе в шести новых категориях для актёров дубляжа на немецкий, французский, испанский, кастильский диалект испанского, португальский и русский языки.
| Аниме года - «Атака на титанов: Последний сезон: Часть 1» — MAPPA - 86: Eighty Six — A-1 Pictures - Odd Taxi — OLM и P.I.C.S - Ranking of Kings — Wit Studio - Sonny Boy — Madhouse - «Магическая битва» — MAPPA | Лучший протагонист - Одокава — Odd Taxi - Ай Ото — Wonder Egg Priority - Боджи — Ranking of Kings - Джо — Megalobox 2: Nomad - Эрен Йегер — «Атака на титанов: Последний сезон: Часть 1» - Юдзи Итадори — «Магическая битва» |
| Лучший антагонист - Эрен Йегер — «Атака на титанов: Последний сезон: Часть 1» - Айносукэ Синдо — SK8 the Infinity - Ехидна — «Re:Zero. Жизнь с нуля в альтернативном мире» (2-й сезон) - Томура Сигараки — «Моя геройская академия» (5-й сезон) - Тэтта Кисаки — «Токийские мстители» - Яно — Odd Taxi | Лучший мужской персонаж - Боджи — Ranking of Kings - Идзуми Миямура — Horimiya - Кэн «Дракэн» Рюгудзи — «Токийские мстители» - Мандзиро «Майки» Сано — «Токийские мстители» - Одокава — Odd Taxi - Сэнку Исигами — Dr. Stone (2-й сезон) |
| Лучший женский персонаж - Нобара Кугисаки – «Магическая битва» - Ай Ото — Wonder Egg Priority - Владилена Милизе — 86: Eighty Six - Сараса Ватанабэ – Kageki Shojo!! - Сёко Коми — Komi Can’t Communicate - Тору Хонда — «Корзинка фруктов 3» | Лучший опенинг - «Boku no Sensou» от Синсэя Каматтэтяна — «Атака на титанов: Последний сезон: Часть 1» - «Ai no Supreme!» от Fhána — «Дракорничная госпожи Кобаяси S» - «Cry Baby» от Official Hige Dandism — «Токийские мстители» - «Kaibutsu» от Yoasobi — «Выдающиеся звери» (2-й сезон) - «ODDTAXI» от Punpee и Skirt — Odd Taxi - «Vivid Vice» от Who-ya Extended — «Магическая битва»                                                                                               |
| Лучший эндинг - «Shirogane» от LiSA — «Истребитель демонов: Поезд „Бесконечный“» - «Ganbare! Kumoko-san no Theme» от Аой Юки — So I’m a Spider, So What? - «Infinity» от YUURI — SK8 the Infinity - «Nai Nai» от Reona — Shadows House - «Shogeki» от Юко Андо — «Атака на титанов: Последний сезон: Часть 1» - «Yasashii Suisei» от Yoasobi — «Выдающиеся звери» (2-й сезон)                                                                                        | Лучший сэйю - Юки Кадзи в роли Эрена Йегера — «Атака на титанов: Последний сезон: Часть 1» - Аой Юки в роли Кумоко — So I’m a Spider, So What? - Аянэ Сакура в роли Габи Браун — «Атака на титанов: Последний сезон: Часть 1» - Каната Айкава в роли Ай Ото — Wonder Egg Priority - Киёси Кобаяси в роли Дайсукэ Дзигэна (0 серия) — Lupin the Third Part 6 - Нацуки Ханаэ в роли Одокавы — Odd Taxi                                                                                      |
| Лучший актёр дубляжа (английский) - Дэвид Уолд в роли Айносукэ Синдо — SK8 the Infinity - Адам Макартур в роли Юдзи Итадори — «Магическая битва» - Анайрис Киньонес в роли Рики Кавай — Wonder Egg Priority - Британни Кокс в роли Фены — Fena: Pirate Princess - Лора Бэйли в роли Тору Хонды — «Корзинка фруктов 3» - Мэтт Шипмен в роли Рэки Кяна — SK8 the Infinity                                                                                              | Лучший актёр дубляжа (немецкий) - Рене Дон-Клод в роли Сатору Годзё — «Магическая битва» - Мариос Гавриллис в роли Дио Брандо — JoJo’s Bizarre Adventure: Phantom Blood - Рике Вернер в роли Сакуры Мато — Fate/stay night: Heaven’s Feel III. spring song - Томми Моргенштерн в роли Гало Тимоса — Promare - Торстен Мюнхов в роли графа Монте-Кристо — «Граф Монте-Кристо» - Флориан Кнорн в роли Тая Ягами — Digimon Adventure: Last Evolution Kizuna                                  |
| Лучший актёр дубляжа (французский) - Энцо Ратсито в роли Тандзиро Камадо — «Истребитель демонов: Поезд „Бесконечный“» - Алексис Томасьян в роли Кагэ — Ranking of Kings - Бриё Лемер в роли Ванитаса — «Мемуары Ванитаса» - Марк Лессер в роли Сатору Годзё — «Магическая битва» - Нанси Филиппо в роли Рафталии — «Восхождение Героя Щита» - Оливье Премель в роли Такэмити Ханагаки — «Токийские мстители»                                                         | Лучший актёр дубляжа (испанский Латинской Америки) - Ирвин Дааян в роли Кёдзюро Рэнгоку — «Истребитель демонов: Поезд „Бесконечный“» - Виктор Угарте в роли Синдзи Икари — «Евангелион: 3.0+1.01: Как-то раз» - Джессика Анхелес в роли Кагуи Синомии — «Госпожа Кагуя: В любви как на войне» - Ромина Маррокин в роли Кумоко — So I’m a Spider, So What? - Хосе Хильберто Вильчис в роли Сатору Годзё — «Магическая битва» - Хосе Хильберто Вильчис в роли Спайка Шпигеля — Cowboy Bebop |
| Лучший актёр дубляжа (испанский) - Марсель Наварро в роли Тандзиро Камадо — «Истребитель демонов: Поезд „Бесконечный“» - Аделаида Лопес в роли Усаги Цукино — Sailor Moon Eternal - Альберт Трифоль Сегарра в роли Синдзи Икари — «Евангелион: 3.0+1.01: Как-то раз» - Бланка Уальде (Нери) в роли Брунгильды — «Повесть о конце света» - Бьянка Рада в роли Тая Ягами — Digimon Adventure: Last Evolution Kizuna - Марк Санни в роли Тацу — «Путь домохозяина»      | Лучший актёр дубляжа (португальский) - Лео Рабело в роли Сатору Годзё — «Магическая битва» - Аманда Брижиду в роли Нобары Кугисаки — «Магическая битва» - Анна Буттел в роли Владилены Милизе — 86: Eighty Six - Карол Валенса в роли Манки Д. Луффи — «One Piece. Большой куш» - Луис Сержиу Виейра в роли Такэмити Ханагаки — «Токийские мстители» - Луиза Виотти в роли Ехидны — «Re:Zero. Жизнь с нуля в альтернативном мире» (2-й сезон)                                             |
| Лучший актёр дубляжа (русский) - Ислам Ганджаев в роли Тандзиро Камадо — «Истребитель демонов: Поезд „Бесконечный“» - Влад Токарев в роли Эрена Йегера — «Атака на титанов: Последний сезон: Часть 1» - Елизавета Шэйх в роли Кумоко — So I’m a Spider, So What? - Ольга Мацкевич в роли Мирэ Ёсидзуки — «Дореми: В поисках волшебства» - Полина Ртищева в роли Манки Д. Луффи — «One Piece. Большой куш» - Татьяна Шамарина в роли Виви — Vivy: Fluorite Eye’s Song | Лучший режиссёр - Баку Киносита — Odd Taxi - Ё Морияма — Megalobox 2: Nomad - Син Вакабаяси — Wonder Egg Priority - Синго Нацумэ — Sonny Boy - Сонху Пак — «Магическая битва» - Юитиро Хаяси — «Атака на титанов: Последний сезон: Часть 1» |
| Лучшая анимация - «Истребитель демонов: Поезд „Бесконечный“» — Ufotable - Mushoku Tensei: Jobless Reincarnation — Studio Bind - Vivy: Fluorite Eye’s Song — Wit Studio - Wonder Egg Priority — CloverWorks - «Дракорничная госпожи Кобаяси S» — Kyoto Animation - «Магическая битва» — MAPPA | Лучший дизайн персонажей - Тадаси Хирамацу (оригинальный дизайн Гэгэ Акутами) — «Магическая битва» - loundraw и Юити Такахаси — Vivy: Fluorite Eye’s Song - Ацуко Нодзаки — Ranking of Kings - Баку Киносита и Хироми Накаяма — Odd Taxi - Митинори Тиба — SK8 the Infinity - Саки Такахаси — Wonder Egg Priority |
| Лучшая боевая сцена - Юдзи Итадори и Аой Тодо против Ханами — «Магическая битва» - Виви против Юго Какитани — Vivy: Fluorite Eye’s Song - Наруто против Иссики Оцуцуки — Boruto: Naruto Next Generations - Эльма против Тору — «Дракорничная госпожи Кобаяси S» - Эрен Йегер против Титана-молотобойца — «Атака на титанов: Последний сезон: Часть 1» - Юдзи Итадори и Нобара Кугисаки против Эсо и Кэтидзу — «Магическая битва»                                     | Лучшая драма - To Your Eternity — Brain’s Base - 86: Eighty Six — A-1 Pictures - Kageki Shojo!! — Pine Jam - Odd Taxi — OLM и P.I.C.S - Wonder Egg Priority — CloverWorks - «Корзинка фруктов 3» — TMS Entertainment |
| Лучшая комедия - Komi Can’t Communicate — OLM - «Не дразни меня, Нагаторо-сан!» — Telecom Animation Film - Heaven’s Design Team — Asahi Production - «Двуличный братик Урамити» — Studio Blanc - Odd Taxi — OLM и P.I.C.S - «Дракорничная госпожи Кобаяси S» — Kyoto Animation | Лучший саундтрек - Го Сиина и Юки Кадзиура — «Истребитель демонов: Поезд „Бесконечный“» - DÉ DÉ MOUSE и Мито — Wonder Egg Priority - Mabanua — Megalobox 2: Nomad - OMSB, Punpee и VaVa — Odd Taxi - Сатору Косаки — Vivy: Fluorite Eye’s Song - Хироюки Савано и Кота Ямамото — 86: Eighty Six |
| Лучший экшен - «Магическая битва» — MAPPA - SSSS.Dynazenon — Trigger - Vivy: Fluorite Eye’s Song — Wit Studio - Wonder Egg Priority — CloverWorks - «Атака на титанов: Последний сезон: Часть 1» — MAPPA - «Истребитель демонов: Поезд „Бесконечный“» — Ufotable | Лучший романтический сериал - Horimiya — CloverWorks - «Не дразни меня, Нагаторо-сан!» — Telecom Animation Film - Komi Can’t Communicate — OLM - The Duke of Death and His Maid — J.C.Staff - «Выдающиеся звери» (2-й сезон) — Orange - «Корзинка фруктов 3» — TMS Entertainment |
| Лучшее фэнтези - «О моём перерождении в слизь» (2-й сезон) — 8-Bit - Mushoku Tensei: Jobless Reincarnation — Studio Bind - Ranking of Kings — Wit Studio - To Your Eternity — Brain’s Base - Wonder Egg Priority — CloverWorks - «Мемуары Ванитаса» — Bones | Лучший фильм - «Истребитель демонов: Поезд „Бесконечный“: Фильм» — Ufotable - Shirobako the Movie — P.A. Works - Words Bubble Up Like Soda Pop — Signal.MD и Sublimation - «Евангелион: 3.0+1.01: Как-то раз» — Studio Khara - «Её заветное желание» — Bones - «Красавица и дракон» — Studio Chizu |

### 7-я церемония (2023 год)
Судьи и список категорий были объявлены 8 декабря 2022 года. Номинанты были объявлены 19 января 2023 года; голосование проходило до 25 января. Церемония награждения прошла 4 марта 2023 года в Grand Prince Hotel New Takanawa в Токио, Япония.
| Аниме года - «Киберпанк: Бегущие по краю» — Trigger и CD Projekt - Lycoris Recoil — A-1 Pictures - Ranking of Kings (часть 2) — Wit Studio - «Атака на титанов: Последний сезон: Часть 2» — MAPPA - «Истребитель демонов: Квартал красных фонарей» — Ufotable - «Семья шпиона» — Wit Studio и CloverWorks | Лучшее оригинальное аниме - Lycoris Recoil — A-1 Pictures - Birdie Wing: Golf Girls’ Story — Bandai Namco Pictures - Healer Girl — 3Hz - The Orbital Children — Production +h - Vampire in the Garden — Wit Studio - Yurei Deco — Science Saru |
| Лучший главный персонаж - Эрен Йегер — «Атака на титанов: Последний сезон: Часть 2» - Боджи — Ranking of Kings (часть 2) - Дэвид Мартинес — «Киберпанк: Бегущие по краю» - Лойд Форджер — «Семья шпиона» - Марин Китагава — My Dress-Up Darling - Тисато Нисикиги — Lycoris Recoil | Лучший персонаж второго плана - Аня Форджер — «Семья шпиона» - Ай Хаясака — «Госпожа Кагуя: В любви как на войне — Ультраромантика» - Йор Форджер — «Семья шпиона» - Кагэ — Ranking of Kings (часть 2) - Ребекка — «Киберпанк: Бегущие по краю» - Тэнгэн Удзуй — «Истребитель демонов: Квартал красных фонарей» |
| Персонаж категории «Нужно защищать любой ценой» - Аня Форджер — «Семья шпиона» - Боджи — Ranking of Kings (часть 2) - Кагэ — Ranking of Kings (часть 2) - Коми Сёко — Komi Can’t Communicate (2-й сезон) - Котаро Сато — Kotaro Lives Alone - Марин Китагава — My Dress-Up Darling | Лучшая песня в аниме - «The Rumbling» от SiM — «Атака на титанов: Последний сезон: Часть 2» - «Chikichiki Banban» от QUEENDOM — Ya Boy Kongming! - «Comedy» от Гэна Хосино — «Семья шпиона» - «My Nonfiction» от Макото Фурукавы и Кономи Кохары — «Госпожа Кагуя: В любви как на войне — Ультраромантика» - «New Genesis» от Адо — One Piece Film: Red - «Shall We Dance?» от Рэоны — Shadows House (2-й сезон) |
| Лучший опенинг - «The Rumbling» от SiM (режиссура и раскадровка: Такаси Кодзима) — «Атака на титанов: Последний сезон: Часть 2» - «Chikichiki Banban» от QUEENDOM (режиссура и раскадровка: 10GAUGE) — Ya Boy Kongming! - «Hadaka no Yusha» от Vaundy (режиссура и раскадровка: Синго Ямасита) — Ranking of Kings (часть 2) - «Mixed Nuts» от Official Hige Dandism (режиссура и раскадровка: Масаси Исихама) — «Семья шпиона» - «This Fffire» от Franz Ferdinand (режиссура: Хироюки Имаиси, раскадровка: Кай Икараси) — «Киберпанк: Бегущие по краю» - «Zankyo Sanka» от Aimer (режиссура: Акира Мацусима, раскадровка: Харуо Сотодзаки) — «Истребитель демонов: Квартал красных фонарей» | Лучший эндинг - «Comedy» от Гэна Хосино (режиссура и раскадровка: Атаси Нисигори) — «Семья шпиона» - «Akuma no Ko» от Ай Хигути (режиссура и раскадровка: Парако Синохара) — «Атака на титанов: Последний сезон: Часть 2» - «Heart wa Oteage» от Айри Судзуки (режиссура и раскадровка: Нитика Оно) — «Госпожа Кагуя: В любви как на войне — Ультраромантика» - «Koi no Yukue» от Акари Акасэ (режиссура и раскадровка: Футата) — My Dress-Up Darling - «Koshaberi Biyori» от FantasticYouth (режиссура и раскадровка: Коки Фудзимото) — Komi Can’t Communicate (2-й сезон) - «Yofukashi no Uta» от Creepy Nuts (режиссура: Харука Сэгава, раскадровка: Томоюки Итамура) — Call of the Night |
| Лучший сэйю - Юки Кадзи в роли Эрена Йегера — «Атака на титанов: Последний сезон: Часть 2» - Ай Файруз в роли Джолин Кудзё — JoJo’s Bizarre Adventure: Stone Ocean - Ацуми Танэдзаки в роли Ани Форджер — «Семья шпиона» - Мисаки Куно в ролях Фапты и Ирмюй — Made in Abyss: The Golden City of the Scorching Sun - Нацуки Ханаэ в роли Тандзиро Камадо — «Истребитель демонов: Квартал красных фонарей» - Тика Андзай в роли Тисато Нисикиги — Lycoris Recoil | Лучший актёр дубляжа (английский) - Зак Агилар в роли Дэвида Мартинеса — «Киберпанк: Бегущие по краю» - Аманда Ли в роли Марин Китагавы — My Dress-Up Darling - Зено Робинсон в роли Гаммы Два — Dragon Ball Super: Super Hero - Натали Ван Систин в роли Ани Форджер — «Семья шпиона» - Сунвон Чо в роли Кагэ — Ranking of Kings (часть 2) - Черами Ли в роли Котаро Сато — Kotaro Lives Alone |
| Лучший актёр дубляжа (немецкий) - Николас Артайо в роли Юты Оккоцу — «Магическая битва 0» - Габриэль Питерман в роли Марин Китагавы — My Dress-Up Darling - Лара Траутман в роли Bell — «Красавица и дракон» - Торстен Михаэлис в роли Аскеладда — «Сага о Винланде» (1-й сезон) - Уве Томсен в роли Дзётаро Кудзё — JoJo’s Bizarre Adventure: Diamond Is Unbreakable - Янник Эндеман в роли Рицуки Уэноямы — Given | Лучший актёр дубляжа (французский) - Брижит Лекордье в роли Боджи — Ranking of Kings (часть 2) - Алексис Томасьян в роли Кагэ — Ranking of Kings (часть 2) - Доротея Пуссео в роли Люси — «Киберпанк: Бегущие по краю» - Женевьева Доанг в роли Владилены Милизе — 86: Eighty Six - Лор Филью в роли Джолин Кудзё — JoJo’s Bizarre Adventure: Stone Ocean - Мартин Фалью в роли Миюки Сироганэ — «Госпожа Кагуя: В любви как на войне — Ультраромантика» |
| Лучший актёр дубляжа (кастильский) - Хайме Перес де Севилья в роли Юты Оккоцу — «Магическая битва 0» - Алехандро Альбайсета в роли Гохана — Dragon Ball Super: Super Hero - Лоурдес Фабрес в роли Джолин Кудзё — JoJo’s Bizarre Adventure: Stone Ocean - Марк Гомес в роли Дайды — Ranking of Kings (часть 1) - Масуми Муцуда в роли Яторы Ягути — «Голубой период» - Моника Падрос в роли Хилинга — Ranking of Kings (часть 1) | Лучший актёр дубляжа (испанский) - Алехандро Ороско в роли Гютаро — «Истребитель демонов: Квартал красных фонарей» - Виктор Уго Агилар в роли Момонги — Overlord (4-й сезон) - Диана Кастаньеда в роли Тисато Нисикиги — Lycoris Recoil - Мигель де Леон в роли Лойда Форджера — «Семья шпиона» - Элизабет Инфанте в роли Тики Фудзивары — «Госпожа Кагуя: В любви как на войне — Ультраромантика» - Эрика Лангарика в роли Марин Китагавы — My Dress-Up Darling |
| Лучший актёр дубляжа (португальский) - Нина Карвалью в роли Ани Форджер — «Семья шпиона» - Антонио Морено в роли Хэйхати Мисимы — Tekken: Bloodline - Иан Жештейра в роли Асито Аой — Aoashi - Мариана Донди в роли Хаясэ Нагаторо — «Не дразни меня, Нагаторо-сан!» - Педро Алькантара в роли Юты Оккоцу — «Магическая битва 0» - Шарлис Эммануэл в роли Кадзуи Киноситы — Rent-A-Girlfriend (2-й сезон) | Лучший актёр дубляжа (арабский) - Амаль Хавиджа в роли Гона Фрикса — Hunter × Hunter - Адель Або Хассун в роли Кагэ — Ranking of Kings (часть 1) - Амаль Саадалден в роли Конана Эдогавы — Detective Conan: The Bride of Halloween - Моджа Альшейх в роли Идзуку «Дэку» Мидории — «Моя геройская академия» (1-й сезон) - Наджи Макхюль в роли Итиго Куросаки — «Блич» (1-й сезон) - Ула Зидан в роли Марин Китагавы — My Dress-Up Darling |
| Лучший актёр дубляжа (итальянский) - Элиза Джорджо в роли Маки Дзэнъин — «Магическая битва 0» - Андреа Ла Грека в роли Кёдзюро Рэнгоку — «Истребитель демонов: Поезд „Бесконечный“» - Андреа Ольдани в роли Дайды — Ranking of Kings (часть 1) - Дебора Моресе в роли Марин Китагавы — My Dress-Up Darling - Джулия Манильо в роли Рику — Made in Abyss: The Golden City of the Scorching Sun - Симоне Лупиначчи в роли Сёё Хинаты — Haikyu!! To the Top (4-й сезон) | Лучший режиссёр - Харуо Сотодзаки — «Истребитель демонов: Квартал красных фонарей» - Ёсукэ Хатта — Ranking of Kings (часть 2) - Кадзухиро Фурухаси — «Семья шпиона» - Синго Адати — Lycoris Recoil - Хироюки Имаиси — «Киберпанк: Бегущие по краю» - Юитиро Хаяси — «Атака на титанов: Последний сезон: Часть 2» |
| Лучшая анимация - «Истребитель демонов: Квартал красных фонарей» — Ufotable - Akebi’s Sailor Uniform — CloverWorks - Ranking of Kings (часть 2) — Wit Studio - «Атака на титанов: Последний сезон: Часть 2» — MAPPA - «Киберпанк: Бегущие по краю» — Trigger и CD Projekt - «Семья шпиона» — Wit Studio и CloverWorks | Лучший дизайн персонажей - Акира Мацусима (оригинальный дизайн Коёхару Готогэ) — «Истребитель демонов: Квартал красных фонарей» - Ацуко Нодзаки (оригинальный дизайн Сосукэ Токи) — Ranking of Kings (часть 2) - Ё Ёсинари — «Киберпанк: Бегущие по краю» - Кадзуаки Симада (оригинальный дизайн Тацуи Эндо) — «Семья шпиона» - Кадзумаса Исида (оригинальный дизайн Синъити Фукуды) — My Dress-Up Darling - Масанори Сино (оригинальный дизайн Хирохико Араки) — JoJo’s Bizarre Adventure: Stone Ocean |
| Лучшая драма - «Атака на титанов: Последний сезон: Часть 2» — MAPPA - 86: Eighty Six — A-1 Pictures - Dance Dance Danseur — MAPPA - Kotaro Lives Alone — Liden Films - Made in Abyss: The Golden City of the Scorching Sun — Kinema Citrus - «Киберпанк: Бегущие по краю» — Trigger и CD Projekt | Лучшая комедия - «Семья шпиона» — Wit Studio и CloverWorks - Kotaro Lives Alone — Liden Films - My Dress-Up Darling — CloverWorks - Uncle from Another World — AtelierPontdarc - Ya Boy Kongming! — P.A. Works - «Госпожа Кагуя: В любви как на войне — Ультраромантика» — A-1 Pictures |
| Лучший саундтрек - Хироюки Савано и Кота Ямамото — «Атака на титанов: Последний сезон: Часть 2» - (K)now Name — «Семья шпиона» - Акира Ямаока — «Киберпанк: Бегущие по краю» - Го Сиина и Юки Кадзиура — «Истребитель демонов: Квартал красных фонарей» - Гэнки Хикота — Ya Boy Kongming! - Кевин Пенкин — Made in Abyss: The Golden City of the Scorching Sun | Лучший экшен - «Истребитель демонов: Квартал красных фонарей» — Ufotable - JoJo’s Bizarre Adventure: Stone Ocean — David Production - Lycoris Recoil — A-1 Pictures - «Атака на титанов: Последний сезон: Часть 2» — MAPPA - «Киберпанк: Бегущие по краю» — Trigger и CD Projekt - «Семья шпиона» — Wit Studio и CloverWorks |
| Лучший романтический сериал - «Госпожа Кагуя: В любви как на войне — Ультраромантика» — A-1 Pictures - Call of the Night — Liden Films - Komi Can’t Communicate (2-й сезон) — OLM - Love After World Domination — Project No.9 - My Dress-Up Darling — CloverWorks - Shikimori’s Not Just a Cutie — Doga Kobo | Лучшее фэнтези - «Истребитель демонов: Квартал красных фонарей» — Ufotable - Made in Abyss: The Golden City of the Scorching Sun — Kinema Citrus - Mushoku Tensei (часть 2) — Studio Bind - Overlord (4-й сезон) — Madhouse - Ranking of Kings (часть 2) — Wit Studio - «Мемуары Ванитаса» (часть 2) — Bones |
| Лучший фильм - «Магическая битва 0» — MAPPA - Dragon Ball Super: Super Hero — Toei Animation - One Piece Film: Red — Toei Animation - The Deer King — Production I.G - «Ину-о: Рождение легенды» — Science Saru - «Пузырь» — Wit Studio | Лучший новый сериал - «Семья шпиона» — Wit Studio и CloverWorks - Call of the Night — Liden Films - Lycoris Recoil — A-1 Pictures - My Dress-Up Darling — CloverWorks - Ya Boy Kongming! — P.A. Works - «Киберпанк: Бегущие по краю» — Trigger и CD Projekt |
| Лучший онгоинг - «One Piece. Большой куш» — Toei Animation - JoJo’s Bizarre Adventure: Stone Ocean — David Production - Made in Abyss: The Golden City of the Scorching Sun — Kinema Citrus - «Атака на титанов: Последний сезон: Часть 2» — MAPPA - «Госпожа Кагуя: В любви как на войне — Ультраромантика» — A-1 Pictures - «Истребитель демонов: Квартал красных фонарей» — Ufotable | |

### 8-я церемония (2024 год)
Судьи и список категорий восьмой церемонии были объявлены 5 декабря 2023 года. Список номинантов был обнародован 17 января 2024 года; голосование проходило до 27 января. Как и в прошлом году, церемония награждения прошла 2 марта 2024 года в Grand Prince Hotel New Takanawa в Токио, Япония.
| Аниме года - «Магическая битва» (2-й сезон) — MAPPA - Bocchi the Rock! — CloverWorks - Oshi no Ko — Doga Kobo - «Истребитель демонов: Деревня кузнецов» — Ufotable - «Сага о Винланде» (2-й сезон) — MAPPA - «Человек-бензопила» — MAPPA | Лучшее оригинальное аниме - Buddy Daddies — P.A. Works - Akiba Maid War — P.A. Works - Birdie Wing: Golf Girls’ Story (2-й сезон) — Bandai Namco Pictures - Do It Yourself!! — Pine Jam - Mobile Suit Gundam: The Witch from Mercury — Sunrise - The Marginal Service — 3Hz |
| Лучший главный персонаж - Манки Д. Луффи — «One Piece. Большой куш» - Дэндзи — «Человек-бензопила» - Сигэо «Моб» Кагэяма — «Моб Психо 100 III» (3-й сезон) - Торфинн — «Сага о Винланде» - Хитори Гото — Bocchi the Rock! - Эрен Йегер — «Атака на титанов: Финальный сезон. Часть 3» | Лучший персонаж второго плана - Сатору Годзё — «Магическая битва» (2-й сезон) - Аратака Рэйгэн — «Моб Психо 100 III» (3-й сезон) - Кана Арима — Oshi no Ko - Пауэр — «Человек-бензопила» - Сугуру Гэто — «Магическая битва» (2-й сезон) - Ханджи Зоэ — «Атака на титанов: Финальный сезон. Часть 3» |
| Персонаж категории «Нужно защищать любой ценой» - Аня Форджер — «Семья шпиона» (2-я часть 1-го сезона) - Боджи — Ranking of Kings - Мири Унасака — Buddy Daddies - Почита — «Человек-бензопила» - Сулетта Меркьюри — Mobile Suit Gundam: The Witch from Mercury - Хитори Гото — Bocchi the Rock! | Лучшая песня в аниме - «Idol» от Yoasobi — Oshi no Ko - «Kick Back» от Кэнси Ёнэдзу — «Человек-бензопила» - «Seishun Complex» от Kessoku Band — Bocchi the Rock! - «Suzume» от RADWIMPS — «Судзумэ, закрывающая двери» - «Where Our Blue Is» от Тацуи Китани — «Магическая битва» (2-й сезон) - «Work» от Ринго Сиины — Hell’s Paradise |
| Лучший опенинг - «Where Our Blue Is» от Тацуи Китани (режиссура и раскадровка: Юки Камия) — «Магическая битва» (2-й сезон) - «Idol» от Yoasobi (режиссура и раскадровка: Юсукэ Ямамото) — Oshi no Ko - «innocent arrogance» от BiSH (режиссура и раскадровка: Вэйлинь Чжан) — Tengoku Daimakyou - «Kick Back» от Кэнси Ёнэдзу (режиссура и раскадровка: Синго Ямасита) — «Человек-бензопила» - «Song of the Dead» от Kana-Boon (режиссура и раскадровка: Кадзуки Кавагоэ) — Zom 100: Bucket List of the Dead - «Work» от Ринго Сиины (режиссура и раскадровка: Камата) — Hell’s Paradise | Лучший эндинг - «Akari» от Соси Сакиямы (режиссура и раскадровка: Ёдзиро Араи) — «Магическая битва» (2-й сезон) - «Color» от Ямы (режиссура и раскадровка: Такаюки Хирао) — «Семья шпиона» (2-я часть 1-го сезона) - «Happiness of the Dead» от Сиюи (режиссура и раскадровка: Ханако Уэда) — Zom 100: Bucket List of the Dead - «Hawatari Nioku Centi» от Maximum the Hormone (режиссура и раскадровка: Юки Камия) — «Человек-бензопила» - «Koi Kogare» от Milet и MAN WITH A MISSION (режиссура и раскадровка: Юки Симидзу) — «Истребитель демонов: Деревня кузнецов» - «Mephisto» от Queen Bee (режиссура и раскадровка: Наоя Накаяма) — Oshi no Ko |
| Лучший сэйю - Юити Накамура в роли Сатору Годзё — «Магическая битва» (2-й сезон) - Ацуми Танэдзаки в роли Ани Форджер — «Семья шпиона» (2-я часть 1-го сезона) - Ёсино Аояма в роли Хитори Гото — Bocchi the Rock! - Кикуносукэ Тоя в роли Дэндзи — «Человек-бензопила» - Маюми Танака в роли Манки Д. Луффи — «One Piece. Большой куш» - Юки Кадзи в роли Эрена Йегера — «Атака на титанов: Финальный сезон. Часть 3» | Лучший актёр дубляжа (английский) - Райан Кольт Леви в роли Дэндзи — «Человек-бензопила» - Джонни Йонг Бош в роли Ичиго Куросаки — Bleach: Thousand Year Blood War - Лекси Ньето в роли Томо Айдзавы — Tomo-chan Is a Girl! - Мариса Дюран в роли Сагири Ямады Асаэмон — Hell’s Paradise - Остин Тиндл в роли Миллионса Найвса — «Триган: Ураган» - Эбби Тротт в роли Нэдзуко Камадо — «Истребитель демонов: Деревня кузнецов» |
| Лучший актёр дубляжа (немецкий) - Франциска Трунте в роли Пауэр — «Человек-бензопила» - Паскаль Бройер в роли Аратаки Рэйгэна — «Моб Психо 100 III» (3-й сезон) - Патрик Баэр в роли Гэна Асагири — Dr. Stone: New World - Патрик Келлер в роли Акиры Тэндо — Zom 100: Bucket List of the Dead - Франциска Фриде в роли Тисэ Хатори — «Невеста чародея» - Эмилия Рашевски в роли Судзумэ Ивато — «Судзумэ, закрывающая двери» | Лучший актёр дубляжа (французский) - Марсьяль Ле Мину в роли Сугуру Гэто — «Магическая битва» (2-й сезон) - Зина Хахуля в роли Пауэр — «Человек-бензопила» - Йоан Совер в роли Габимару — Hell’s Paradise - Левана Соломон в роли Судзумэ Ивато — «Судзумэ, закрывающая двери» - Лилли Карузо в роли Аквы — KonoSuba - Мартин Фалью в роли Аквамарина Хосино — Oshi no Ko |
| Лучший актёр дубляжа (кастильский) - Хоэль Гомес Хименес в роли Дэндзи — «Человек-бензопила» - Дэвид Брау в роли Сэнку Исигами — Dr. Stone: New World - Дэвид Флорес в роли Дота Барретта — Mashle - Мария Луиса Марсьель в роли Пауэр — «Человек-бензопила» - Марта Морено в роли Уты — One Piece Film: Red - Махо Монтесинос Гусман в роли Ани Форджер — «Семья шпиона» (2-я часть 1-го сезона) | Лучший актёр дубляжа (испанский) - Эмилио Тревиньо в роли Дэндзи — «Человек-бензопила» - Армандо Корона Ибаррола в роли Муитиро Токито — «Истребитель демонов: Деревня кузнецов» - Мануэль Кампусано в роли Аратаки Рэйгэна — «Моб Психо 100 III» (3-й сезон) - Николь Гонсалес в роли Судзумэ Ивато — «Судзумэ, закрывающая двери» - Херардо Ортега в роли Мэша Бёрндэда — Mashle - Хосе Хильберто Вильчис в роли Сатору Годзё — «Магическая битва» (2-й сезон) |
| Лучший актёр дубляжа (португальский) - Лео Рабело в роли Сатору Годзё — «Магическая битва» (2-й сезон) - Аманда Брижиду в роли Томо Айдзавы — Tomo-chan Is a Girl! - Вагнер Фагундес в роли Аратаки Рэйгэна — «Моб Психо 100 III» (3-й сезон) - Гильерме Бриггс в роли Брука — «One Piece. Большой куш» - Луиза Виотти в роли Макимы — «Человек-бензопила» - Эрик Буглё в роли Кадзумы — KonoSuba: God’s Blessing on This Wonderful World! Legend of Crimson | Лучший актёр дубляжа (арабский) - Талеб Альрефаи в роли Сэнку Исигами — Dr. Stone (1-й сезон) - Басил Альрефаи в роли Вегеты — «Жемчуг дракона: Супер» - Мохаммад Дало в роли Аратаки Рэйгэна — «Моб Психо 100» - Рафат Базо в роли Сона Гоку — «Жемчуг дракона: Супер» - Рози Язиджи в роли Римуру Темпеста — «О моём перерождении в слизь» (1-й сезон) - Хиба Снобар в роли Ани Форджер — «Семья шпиона» (1-я часть 1-го сезона) |
| Лучший актёр дубляжа (итальянский) - Мозе Сингх в роли Дэндзи — «Человек-бензопила» - Алессио Де Филиппис в роли Кирито — Sword Art Online Progressive: Scherzo of Deep Night - Бенедетта Понтичелли в роли Макимы — «Человек-бензопила» - Диего Бальдойн в роли Такэнори Акаги — The First Slam Dunk - Макс Ди Бенедетто в роли Боксо — Reborn as a Vending Machine, I Now Wander the Dungeon - Федерика Симонелли в роли Уты — One Piece Film: Red | Лучший режиссёр - Сёта Госёдзоно — «Магическая битва» (2-й сезон) - Дайсукэ Хирамаки — Oshi no Ko - Кэйитиро Сайто — Bocchi the Rock! - Рю Накаяма — «Человек-бензопила» - Хиротака Мори — Tengoku Daimakyou - Юитиро Хаяси — «Атака на титанов: Финальный сезон. Часть 3» |
| Лучшая работа художника-постановщика - Кодзи Это — «Истребитель демонов: Деревня кузнецов» - e-caesar — Hell’s Paradise - Дзюнъити Хигаси — «Магическая битва» (2-й сезон) - Такэто Гомпэй — Zom 100: Bucket List of the Dead - Тэцуя Усами — Oshi no Ko - Юсукэ Такэда — «Человек-бензопила» | Лучшая операторская работа - Таппэй Ито — «Магическая битва» (2-й сезон) - Кэнтаро Ваки — Tengoku Daimakyou - Сигэки Асакава — «Атака на титанов: Финальный сезон. Часть 3» - Таппэй Ито — «Человек-бензопила» - Хисаси Мацумуко и Юки Кавасита — «Сага о Винланде» (2-й сезон) - Юити Тэрао — «Истребитель демонов: Деревня кузнецов» |
| Лучшая анимация - «Истребитель демонов: Деревня кузнецов» — Ufotable - «Атака на титанов: Финальный сезон. Часть 3» — MAPPA - «Магическая битва» (2-й сезон) — MAPPA - «Моб Психо 100 III» (3-й сезон) — Bones - «Триган: Ураган» — Orange - «Человек-бензопила» — MAPPA | Лучший дизайн персонажей - Саяка Коисо и Тадаси Хирамацу (оригинальный дизайн Гэгэ Акутами) — «Магическая битва» (2-й сезон) - Акира Мацусима (оригинальный дизайн Коёхару Готогэ) — «Истребитель демонов: Деревня кузнецов» - Кадзутака Сугияма (оригинальный дизайн Тацуки Фудзимото) — «Человек-бензопила» - Канна Хираяма (оригинальный дизайн Мэнго Ёкояри) — Oshi no Ko - Кодзи Тадзима — «Триган: Ураган» - Кодзи Хисаки (оригинальный дизайн Юдзи Каку) — Hell’s Paradise |
| Лучшая драма - «Атака на титанов: Финальный сезон. Часть 3» — MAPPA - My Happy Marriage — Kinema Citrus - Oshi no Ko — Doga Kobo - Tengoku Daimakyou — Production I.G - To Your Eternity (2-й сезон) — Drive - «Сага о Винланде» (2-й сезон) — MAPPA | Лучшая комедия - «Семья шпиона» (2-я часть 1-го сезона) — Wit Studio и CloverWorks - Bocchi the Rock! — CloverWorks - Buddy Daddies — P.A. Works - Mashle — P.A. Works - Urusei Yatsura — David Production - Zom 100: Bucket List of the Dead — BUG FILMS |
| Лучший саундтрек - Хироюки Савано и Кота Ямамото — «Атака на титанов: Финальный сезон. Часть 3» - RADWIMPS и Кадзума Дзинноти — «Судзумэ, закрывающая двери» - Го Сиина и Юки Кадзиура — «Истребитель демонов: Деревня кузнецов» - Кэнсукэ Усио — «Человек-бензопила» - Такуро Ига — Oshi no Ko - Томоки Кикуя — Bocchi the Rock! | Лучший экшен - «Магическая битва» (2-й сезон) — MAPPA - Bleach: Thousand Year Blood War — The Separation — Studio Pierrot - «One Piece. Большой куш» — Toei Animation - «Атака на титанов: Финальный сезон. Часть 3» — MAPPA - «Истребитель демонов: Деревня кузнецов» — Ufotable - «Человек-бензопила» — MAPPA |
| Лучший романтический сериал - Horimiya: The Missing Pieces — CloverWorks - Insomniacs After School — Liden Films - My Happy Marriage — Kinema Citrus - My Love Story with Yamada-kun at Lv999 — Madhouse - Tomo-chan Is a Girl! — Lay-duce - «Долой безделье!» — P.A. Works | Лучшее фэнтези - «Истребитель демонов: Деревня кузнецов» — Ufotable - Hell’s Paradise — MAPPA - Mashle — A-1 Pictures - Mushoku Tensei: Jobless Reincarnation (2-й сезон) — Studio Bind - Ranking of Kings: The Treasure Box of Courage — Wit Studio - «Невеста чародея» (2-й сезон) — Studio Kafka |
| Лучшая повседневность - Bocchi the Rock! — CloverWorks - Do It Yourself!! — Pine Jam - Horimiya: The Missing Pieces — CloverWorks - Insomniacs After School — Liden Films - My Love Story with Yamada-kun at Lv999 — Madhouse - «Долой безделье!» — P.A. Works | Лучший фильм - «Судзумэ, закрывающая двери» — CoMix Wave Films - Black Clover: Sword of the Wizard King — Studio Pierrot - Blue Giant — NUT - Psycho-Pass Providence — Production I.G - The First Slam Dunk — Toei Animation и DandeLion Animation Studio - «Госпожа Кагуя: В любви как на войне — Первый поцелуй никогда не заканчивается» — A-1 Pictures |
| Лучший новый сериал - «Человек-бензопила» — MAPPA - Bocchi the Rock! — CloverWorks - Hell’s Paradise — MAPPA - Oshi no Ko — Doga Kobo - Tengoku Daimakyou — Production I.G - Zom 100: Bucket List of the Dead — BUG FILMS | Лучший онгоинг - «One Piece. Большой куш» — Toei Animation - «Атака на титанов: Финальный сезон. Часть 3» — MAPPA - «Истребитель демонов: Деревня кузнецов» — Ufotable - «Магическая битва» (2-й сезон) — MAPPA - «Сага о Винланде» (2-й сезон) — MAPPA - «Семья шпиона» (2-я часть 1-го сезона) — Wit Studio и CloverWorks |

### 9-я церемония (2025 год)
Список категорий девятой церемонии стал известен 6 декабря 2024 года. Список номинантов был обнародован 3 апреля 2025 года; публичное голосование проходило до 14 апреля. Местом проведения в третий раз была выбрана гостиница Grand Prince Hotel New Takanawa в Токио, Япония. Церемония награждения состоялась 25 мая 2025 года.
| Аниме года - «Поднятие уровня в одиночку» — A-1 Pictures - Dandadan — Science Saru - Delicious in Dungeon — Trigger - Kusuriya no Hitorigoto — Toho Animation Studio и OLM, Inc. - Sousou no Frieren — Madhouse - «Кайдзю № 8» — Production I.G | Лучшее оригинальное аниме - Ninja Kamui — E&H Production - Bucchigiri?! — MAPPA - Girls Band Cry — Toei Animation - Jellyfish Can’t Swim in the Night — Doga Kobo - Metallic Rouge — Bones - Train to the End of the World — EMT Squared |
| Лучший главный персонаж - Сон Джину — «Поднятие уровня в одиночку» - Кафка Хибино — «Кайдзю № 8» - Кэн Такакура — Dandadan - Мао Мао — Kusuriya no Hitorigoto - Момо Аясэ — Dandadan - Фрирен — Sousou no Frieren | Лучший персонаж второго плана - Ферн — Sousou no Frieren - Сенши — Delicious in Dungeon - Сэйко Аясэ — Dandadan - Турбобабка — Dandadan - Химмел — Sousou no Frieren - Цзиньши — Kusuriya no Hitorigoto |
| Персонаж категории «Нужно защищать любой ценой» - Аня Форджер — «Семья шпиона» (2-й сезон) - Кэн Такакура — Dandadan - Сенши — Delicious in Dungeon - Фрирен — Sousou no Frieren - Ходзё Токиюки — «Беглый самурай» - Юки Итосэ — A Sign of Affection | Лучшая песня в аниме - «Otonoke» от Creepy Nuts — Dandadan - «Abyss» от Yungblud — «Кайдзю № 8» - «Bling-Bang-Bang-Born» от Creepy Nuts — Mashle: Magic and Muscles — The Divine Visionary Candidate Exam Arc - «Fatal» от GEMN — Oshi no Ko (2-й сезон) - «Level» от SawanoHiroyuki[nZk]: TXT — «Поднятие уровня в одиночку» - «Yusha» от Yoasobi — Sousou no Frieren |
| Лучший опенинг - «Otonoke» от Creepy Nuts — Dandadan - «Abyss» от Yungblud — «Кайдзю № 8» - «Bling-Bang-Bang-Born» от Creepy Nuts — Mashle: Magic and Muscles — The Divine Visionary Candidate Exam Arc - «Fatal» от GEMN — Oshi no Ko (2-й сезон) - «Level» от SawanoHiroyuki[nZk]: TXT — «Поднятие уровня в одиночку» - «Uuuuus!» от Хироси Китадани — «One Piece. Большой куш» (21-й сезон)                                               | Лучший эндинг - «Request» от Krage — «Поднятие уровня в одиночку» - «Anta Nante» от Riria — «Ранма ½» - «Burning» от Hitsujibungaku — Oshi no Ko (2-й сезон) - «Kamakura Style» от Botchi Boromaru — «Беглый самурай» - «Nobody» от OneRepublic — «Кайдзю № 8» - «Taidada» от Zutomayo — Dandadan |
| Лучший сэйю - Аой Юки в роли Мао Мао — Kusuriya no Hitorigoto - Ацуми Танэдзаки в роли Фрирен — Sousou no Frieren - Кэнъити Судзумура в роли Брейверна — Brave Bang Bravern! - Нацуки Ханаэ в роли Кэна Такакуры — Dandadan - Саяка Сэмбонги в роли Марсиль — Delicious in Dungeon - Сион Вакаяма в роли Момо Аясэ — Dandadan | Лучший актёр дубляжа (английский) - Алекс Ле в роли Сона Джину — «Поднятие уровня в одиночку» - Джесси Джеймс Грили в роли Армина Арлерта — «Атака на титанов: Финальный сезон. Часть 3 — Спешл 2» - Мэллори Родак в роли Фрирен — Sousou no Frieren - Сангвон Чо в роли Сенши — Delicious in Dungeon - Сара Наточенни в роли Али — «Аля иногда кокетничает со мной по-русски» - Эй Джей Беклз в роли Кэна Такакуры — Dandadan                                                       |
| Лучший актёр дубляжа (немецкий) - Даниэль Шлаух в роли Манки Д. Луффи — «One Piece. Большой куш» - Йорг Хенгстлер в роли Когоро Мори — Detective Conan: Black Iron Submarine - Магдалена Хёфнер в роли Марсиль — Delicious in Dungeon - Феликс Камин в роли Кафки Хибино — «Кайдзю № 8» - Флориан Кнорн в роли Ранмы Саотомэ — «Ранма ½» - Франциска Фриде в роли Момо Аясэ — Dandadan                                                       | Лучший актёр дубляжа (французский) - Адриен Антуан в роли Кафки Хибино — «Кайдзю № 8» - Женелия Коаду в роли Момо Аясэ — Dandadan - Жюльен Аллуф в роли Цзиньши — Kusuriya no Hitorigoto - Мари Нонненмашер в роли Фрирен — Sousou no Frieren - Мартин Фалью в роли Ранмы Саотомэ — «Ранма ½» - Одри Сабле в роли Наоми Ортманн — Metallic Rouge |
| Лучший актёр дубляжа (кастильский) - Масуми Мацуда в роли Сона Джину — «Поднятие уровня в одиночку» - Аиноа Майкес в роли Миё Саймори — My Happy Marriage - Клара Шварце в роли Аканэ Тэндо — «Ранма ½» - Марио Балларт в роли Кафки Хибино — «Кайдзю № 8» - Сандра Вилла в роли Фрирен — Sousou no Frieren - Хорхе Пенья в роли Сенши — Delicious in Dungeon                                                                                | Лучший актёр дубляжа (испанский) - Мигель Анхель Леаль в роли Эрена Йегера — «Атака на титанов: Финальный сезон. Часть 3 — Спешл 2» - Алисия Велес в роли Момо Аясэ — Dandadan - Десире Гонсалес в роли Мао Мао — Kusuriya no Hitorigoto - Луис Леонардо Суарес в роли Мудзана Кибуцудзи — «Истребитель демонов: Тренировки со столпами» - Омар Санчес в роли Кафки Хибино — «Кайдзю № 8» - Эрика Угальде в роли Фрирен — Sousou no Frieren                                          |
| Лучший актёр дубляжа (португальский) - Шарлис Эммануэл в роли Сона Джину — «Поднятие уровня в одиночку» - Бруна Лейнес в роли Марсиль — Delicious in Dungeon - Жижи Патта в роли Мао Мао — Kusuriya no Hitorigoto - Педро Азеведо в роли Дота Баррета — Mashle: Magic and Muscles — The Divine Visionary Candidate Exam Arc - Селсо Энрике в роли Сунраку — Shangri-La Frontier (1-й сезон) - Эйтор Асали в роли Рэно Итикавы — «Кайдзю № 8» | Лучший актёр дубляжа (арабский) - Хиба Снобар в роли Ани Форджер — «Семья шпиона» (2-й сезон) - Басил Альрефаи в роли Лойда Форджера — «Семья шпиона» (2-й сезон) - Жюльен Шаая в роли Ёити Исаги — «Синяя тюрьма: Блю Лок» (2-й сезон) - Лама Альсайягх в роли Марсиль — Delicious in Dungeon - Мохаммед Сами в роли Рина — «Синяя тюрьма: Блю Лок» (2-й сезон) - Навар Альмахаири в роли Лайоса — Delicious in Dungeon                                                             |
| Лучший актёр дубляжа (итальянский) - Илария Пелликоне в роли Кёмото — «Оглянись» - Алассандро Пили в роли Кэммы Кодзумэ — Haikyu!! The Dumpster Battle - Андреа Ольдани в роли Цзиньши — Kusuriya no Hitorigoto - Катя Соррентино в роли Нейа Барахи — Overlord: The Sacred Kingdom - Мартина Фелли в роли Фрирен — Sousou no Frieren - Маттия Брессан в роли Кафки Хибино — «Кайдзю № 8»                                                    | Лучший актёр дубляжа (хинди) - Лохит Шарма в роли Сатору Годзё — «Магическая битва» (2-й сезон) - Абхишек Шарма в роли Эйнара — «Сага о Винланде» (2-й сезон) - Наташа Джон в роли Фрирен — Sousou no Frieren - Раджеш Шукла в роли Сона Джину — «Поднятие уровня в одиночку» - Ранджит Р. Тивари в роли Ёити Исаги — «Синяя тюрьма: Блю Лок» (2-й сезон) - Рушикеш Пхунсе в роли Кафки Хибино — «Кайдзю № 8»                                                                        |
| Лучший режиссёр - Кэйитиро Сайто — Sousou no Frieren - Ёсихиро Миядзима — Delicious in Dungeon - Мэгуми Иситани — «One Piece: Письмо от поклонника» - Норихиро Наганума — Kusuriya no Hitorigoto - Фуга Ямасиро — Dandadan - Харуо Сотодзаки — «Истребитель демонов: Тренировки со столпами» | Лучшие фоны - Sousou no Frieren — Madhouse - Dandadan — Science Saru - Delicious in Dungeon — Trigger - Kusuriya no Hitorigoto — Toho Animation Studio и OLM, Inc. - Pluto — Studio M2 - «Истребитель демонов: Тренировки со столпами» — Ufotable |
| Лучшая анимация - «Истребитель демонов: Тренировки со столпами» — Ufotable - Dandadan — Science Saru - Delicious in Dungeon — Trigger - Sousou no Frieren — Madhouse - «Кайдзю № 8» — Production I.G - «Поднятие уровня в одиночку» — A-1 Pictures | Лучший дизайн персонажей - Наоюки Онда (оригинальный дизайн Юкинобу Тацу) — Dandadan - Акира Мацусима (оригинальный дизайн Коёхару Готогэ) — «Истребитель демонов: Тренировки со столпами» - Наоки Такэда (оригинальный дизайн Рёко Куи) — Delicious in Dungeon - Рэйко Нагасава (оригинальный дизайн Канэхито Ямады) — Sousou no Frieren - Тэцуя Нисио (оригинальный дизайн Наои Мацумото) — «Кайдзю № 8» - Юкико Накатани (оригинальный дизайн Нацу Хюги) — Kusuriya no Hitorigoto |
| Лучшая драма - Sousou no Frieren — Madhouse - Dead Dead Demon’s Dededede Destruction — Production +h. - Kusuriya no Hitorigoto — Toho Animation Studio и OLM, Inc. - Oshi no Ko (2-й сезон) — Doga Kobo - Pluto — Studio M2 - «Жест беззаветной любви» — Ajia-do Animation Works | Лучшая комедия - Mashle: Magic and Muscles — The Divine Visionary Candidate Exam Arc — A-1 Pictures - Delicious in Dungeon — Trigger - «Да благословят боги этот прекрасный мир!» (3-й сезон) — Drive - «Моя подруга-олениха Ноко-тан» — Wit Studio - «Ранма ½» — MAPPA - «Семья шпиона» (2-й сезон) — Wit Studio и CloverWorks |
| Лучший саундтрек - Хироюки Савано — «Поднятие уровня в одиночку» - Го Сиина и Юки Кадзиура — «Истребитель демонов: Тренировки со столпами» - Кэнсукэ Усио — Dandadan - Сиро Сагису — «Блич: Тысячелетняя кровавая война — Часть 3: Конфликт» - Харука Накамура — «Оглянись» - Эван Колл — Sousou no Frieren | Лучший экшен - «Поднятие уровня в одиночку» — A-1 Pictures - Dandadan — Science Saru - Wind Breaker — CloverWorks - «Блич: Тысячелетняя кровавая война — Часть 3: Конфликт» — Pierrot Films - «Истребитель демонов: Тренировки со столпами» — Ufotable - «Кайдзю № 8» — Production I.G |
| Лучший романтический сериал - Blue Box — Telecom Animation Film - The Dangers in My Heart (2-й сезон) — Shin-Ei Animation - Too Many Losing Heroines! — A-1 Pictures - «Жест беззаветной любви» — Ajia-do Animation Works - «Ранма ½» — MAPPA - «Скотт Пилигрим жмёт на газ» — Science Saru | Лучшая повседневность - Too Many Losing Heroines! — A-1 Pictures - Laid-Back Camp (3-й сезон) — 8-Bit - Mr. Villain’s Day Off — Shin-Ei Animation and SynergySP - The Dangers in My Heart (2-й сезон) — Shin-Ei Animation - «Звучи, эуфониум!» (3-й сезон) — Kyoto Animation - «Моя подруга-олениха Ноко-тан» — Wit Studio |
| Лучший исэкай - «Re:Zero. Жизнь с нуля в альтернативном мире» (3-й сезон) — White Fox - Mushoku Tensei: Jobless Reincarnation (2-я часть 2-го сезона) — Studio Bind - Shangri-La Frontier (2-й сезон) — C2C - Suicide Squad Isekai — Wit Studio - «Да благословят боги этот прекрасный мир!» (3-й сезон) — Drive - «О моём перерождении в слизь» (3-й сезон) — 8-Bit                                                                         | Фильм года - «Оглянись» — Studio Durian - Haikyu!! The Dumpster Battle — Production I.G - Mononoke the Movie: Phantom in the Rain — EOTA - «Моя геройская академия: Ты следующий» — Bones - «Семья шпиона: Код „белый“» — Wit Studio и CloverWorks - «Твой цвет» — Science Saru |
| Лучший новый сериал - «Поднятие уровня в одиночку» — A-1 Pictures - Dandadan — Science Saru - Delicious in Dungeon — Trigger - Kusuriya no Hitorigoto — Toho Animation Studio и OLM, Inc. - Sousou no Frieren — Madhouse - «Кайдзю № 8» — Production I.G | Лучший онгоинг - «Истребитель демонов: Тренировки со столпами» — Ufotable - «One Piece. Большой куш» — Toei Animation - Oshi no Ko (2-й сезон) — Doga Kobo - «Блич: Тысячелетняя кровавая война — Часть 3: Конфликт» — Pierrot Films - «Моя геройская академия» (7-й сезон) — Bones - «Семья шпиона» (2-й сезон) — Wit Studio и CloverWorks |
| Глобальное влияние - «Атака на титанов» | |